# Characidium longum
Characidium longum är en fiskart som beskrevs av Taphorn, Montaña och Buckup 2006. Characidium longum ingår i släktet Characidium och familjen Crenuchidae. Inga underarter finns listade i Catalogue of Life.